# Айзенштадт, Исай Львович
Иса́й Льво́вич Айзеншта́дт (при рождении Исай-Йохель Лейбович Айзенштат; 7 февраля 1867, Вильна, Российская империя — 21 июля 1937, Париж, Третья Французская республика) — российский политический деятель, революционер. Первоначально — народоволец, впоследствии — бундовец, меньшевик. Делегат II и V съездов Российской социал-демократической рабочей партии (РСДРП). Партийные и литературные псевдонимы — «И. Юдин», «Ю. Дин», «Абрамов», «Виталий», «Южный».

## Биография
Родился 7 (19) февраля 1867 года в Вильне, в многодетной семье купца второй гильдии Лейба Израиль-Гиршевича Айзенштата (1841—?) и Фейги-Блюмы Шаевны Айзенштат (1846—?). Окончил виленскую гимназию, обучался в Демидовском юридическом лицее в Ярославле. Заниматься революционной деятельностью начал в народовольческой группе студентов лицея. В 1888 году привлекался к дознанию ярославским жандармским управлением за принадлежность к революционному кружку.
В конце 1880-х годов входил в состав виленского кружка народовольцев. В начале 1890-х годов присоединился к зарождавшемуся социал-демократическому движению. Стал одним из руководителей еврейского рабочего движения в Вильне, занимался созданием ряда рабочих кружков. В 1893—1894 годах проживал на территории Германии, после возвращения принял участие в организации первой массовой стачки еврейских рабочих-табачников в Вильне. В 1896 году арестован за антиправительственную деятельность, в 1897 году сослан в Восточную Сибирь, откуда вернулся в 1900 году.
После возвращения из ссылки присоединился к Всеобщему еврейскому рабочему союзу в Литве, Польше и России («Бунду»). С 1902 года — член бундовского Центрального комитета (ЦК). В 1903 году — один из представителей ЦК «Бунда» на II съезде Российской социал-демократической рабочей партии (РСДРП).
Участник Первой русской революции (1905—1907). В 1905 году — редактор виленской легальной социал-демократической газеты Дер векер (с идиш — «Будильник»). После поражения революции — непримиримый противник ликвидаторства, активный участник всех партийных съездов и конференций «Бунда» в качестве представителя его левого крыла. В 1907 году — один из делегатов ЦК «Союза» с совещательным голосом на V съезде РСДРП.
В 1912 году работал в Одессе — в частности, занимался вопросами, связанными с функционированием центрального органа «Бунда», а также проведением выборов в Государственную думу IV созыва. В том же году был вновь арестован и сослан в Сибирь. По возвращении из ссылки проживал в Астрахани, возглавлял потребительский кооператив.
В период Первой мировой войны занимал пораженческие позиции, примыкал к Циммервальдской левой. После Февральской революции перешёл на правый фланг «Бунда». К Октябрьской революции отнёсся враждебно, после установления советской власти примкнул к меньшевикам.
В 1921 году арестован коммунистическими властями и помещён в тюрьму. В заключении провёл голодовку протеста. В 1922 году выслан в Германию, вплоть до 1933 года проживал в Берлине.
За границей присоединился к образованной в 1920 году Заграничной делегации РСДРП (ЗД РСДРП), формально являвшейся частью партийного ЦК. В ЗД РСДРП занимал должность секретаря, также заведовал конторой журнала «Социалистический вестник», издававшегося Заграничной делегацией. Из всех членов организации был наиболее предан председателю ЗД РСДРП Фёдору Дану (настоящая фамилия Гурвич).
После прихода национал-социалистов к власти в Германии эмигрировал во Францию. Скончался 21 июля 1937 года в Париже. Некрологи, посвящённые памяти Айзенштадта, были опубликованы в «Социалистическом вестнике», а также в газетах «Последние новости» (Париж) и «Новое русское слово» (Нью-Йорк).

## Личная жизнь
Был женат на Надежде Дмитриевне Перемежко (Перемешко), члене РСДРП с 1917 года. Подверглась аресту в 1921 году, была приговорена к ссылке. В 1922 года смогла добиться высылки за границу.

## Комментарии
1. ↑  Запись о рождении (и прочие метрические данные семьи Айзенштат) доступны на сайте еврейской генеалогии JewishGen.org нью-йоркского Музея еврейского наследия[англ.]. Дед, Израиль-Гирш Мовшевич Айзенштат (1808—1871), также принадлежал к купеческому сословию.
2. ↑  Наряду с Михаилом Либером (настоящая фамилия Гольдман) и К. Абрамсоном (настоящая фамилия Портной).
3. ↑  Вместе с Ароном Рахмилевичем (настоящая фамилия Вайнштейн).
4. ↑  Другой частью Центрального комитета являлось Бюро ЦК в России, ликвидированное советскими органами госбезопасности к середине 1920-х годов.